# Église Saint-Martin de Parfouru-l'Éclin
Pour les articles homonymes, voir Église Saint-Martin.
L'église Saint-Martin de Parfouru-l'Éclin est une église catholique située à Caumont-sur-Aure, en France.

## Localisation
L'église est située dans le département français du Calvados, dans le petit bourg de Parfouru-l'Éclin, commune associée à Livry de 1973 à 2016, puis complètement absorbée par celle-ci lorsqu'elle devient en 2017 commune associée de la commune nouvelle de Caumont-sur-Aure.

## Historique
Le clocher et le pignon du chœur sont classés au titre des monuments historiques depuis le 4 décembre 1913.